# Makoto Yamazaki
Makoto Yamazaki (Kagoshima, 31 oktober 1970) is een voormalig Japans voetballer. Na zijn carrière als voetballer ging hij aan de slag als trainer, eerst bij Oita Trinita (1998).

## Carrière
Makoto Yamazaki speelde tussen 1993 en 1997 voor Urawa Reds, Tokyo Gas en Mito HollyHock.

## Statistieken
| Japan   | Japan               | Japan            | League | League | Emperor's Cup | Emperor's Cup | J-League Cup | J-League Cup | Totaal | Totaal |
| Seizoen | Club                | League           | Wed.   | Goals  | Wed.          | Goals         | Wed.         | Goals        | Wed.   | Goals  |
| ------- | ------------------- | ---------------- | ------ | ------ | ------------- | ------------- | ------------ | ------------ | ------ | ------ |
| 1993    | Urawa Reds          | J. League 1      | 6      | 0      | 2             | 0             | 4            | 0            | 12     | 0      |
| 1994    | Urawa Reds          | J. League 1      | 0      | 0      | 0             | 0             | 0            | 0            | 0      | 0      |
| 1995    | Tokyo Gas           | Football League  | 19     | 4      | 1             | 0             | -            | -            | 20     | 4      |
| 1996    | Prima Ham Tsuchiura | Regional Leagues | 0      | 0      | 1             | 0             | -            | -            | 1      | 0      |
| 1997    | Mito HollyHock      | Football League  | 16     | 2      | 0             | 0             | -            | -            | 16     | 2      |
| Totaal  | Totaal              | Totaal           | 41     | 6      | 4             | 0             | 4            | 0            | 49     | 6      |